# Mordellistena connata
Mordellistena connata är en skalbaggsart som beskrevs av Karl Friedrich Ermisch 1969. Mordellistena connata ingår i släktet Mordellistena, och familjen tornbaggar. Arten är reproducerande i Sverige.